# Kallianí
Kallianí, en grec moderne : Καλλιανοί, est un village du dème de Kými-Alivéri, sur l'île d'Eubée, en Grèce.
Selon le recensement de 2011, la population de Kallianí compte 5 habitants. 